# Șevcenka, Teplîk
Șevcenka (în ucraineană Шевченка) este un sat în comuna Velîka Mociulka din raionul Teplîk, regiunea Vinnița, Ucraina.

## Demografie
Componența lingvistică a localității Șevcenka
     Ucraineană (99,04%)
     Alte limbi (0,96%)
Conform recensământului din 2001, majoritatea populației localității Șevcenka era vorbitoare de ucraineană (99,04%), existând în minoritate și vorbitori de alte limbi.